# 阿卢拉区
阿卢拉区是索馬利亞的一個區，位於該國東北方的巴里州，東臨瓜達富伊海峽，首府為阿卢拉。
此區的管轄範圍包括了瓜達富伊角，是非洲大陸的最東點。
2017年8月27日晚間，身份未知的外國飛機在靠近阿卢拉区及其他沿海城鎮進行大規模空襲，造成許多當地牧民與動物傷亡。儘管美國軍隊經常對索馬利亞的針對索馬利亞青年黨和伊斯蘭國的武裝分子進行這種空襲，但當地領導人表示，這些武裝分子在轟炸地區沒有任何基地。

## 區內城鎮
- 阿卢拉（英语：Alula, Somalia）
- 哈博（英语：Habo, Somalia）
- 貝雷達（英语：Bereeda）

## 外部鏈結
- 阿卢拉区行政區域圖 （页面存档备份，存于）